# 1061 (numero)
Millesessantuno (1061) è il numero naturale dopo il 1060 e prima del 1062.

## Proprietà matematiche
- È un numero dispari.
- È un numero primo e un numero primo forte.
  - È un numero primo di Chen.
- È un numero omirp.
- È un numero difettivo.
- È un numero nontotiente in quanto dispari e diverso da 1.
- È un numero congruente.
- È un numero malvagio.
- È un numero intero privo di quadrati.
- È parte delle terne pitagoriche (620, 861, 1061), (1061, 562860, 562861).

## Astronomia
- 1061 Paeonia è un asteroide della fascia principale del sistema solare.
- NGC 1061 è una galassia nella costellazione del Triangolo.
- Gliese 1061 è una stella nella costellazione dell'Orologio.

## Astronautica
- Cosmos 1061 è un satellite artificiale russo.